# Pigres d'Halicarnàs
Pigres d'Halicarnàs (en llatí Pigres, en grec antic Πίγρης) fou un poeta cari, però que escrivia en grec, nadiu d'Halicarnàs.
Era germà o fill d'Artemísia I d'Halicarnàs, la famosa reina de Cària. Segons diu Suides, va escriure les obres Margites, i Batrachomyomachia. La segona obra també li és atribuïda per Plutarc, i molt probablement era seva, però la primera potser només la va modificar. Una de les seves intervencions literàries va ser molt original, i consistia en incorporar un vers pentàmetre després de cada vers hexàmetre de la Ilíada:
Μῆνιν ἄειδε θεὰ Πηληϊάδεω Ἀχιλῆος
Μοῦσα· σὺ γὰρ πάσης πείρατ᾽ ἔχεις σοφίης.
Alguns autors creuen que encara que Margites no fos obra seva, la va modificar d'alguna manera, i d'aquesta forma va passar a la posteritat. Se suposa que va intercalar el metre iàmbic entre els hexàmetres de l'obra. Sembla que va ser el primer poeta que va utilitzar el trímetre iàmbic.